# Nyssia zonaria
Nyssia zonaria là một loài bướm đêm trong họ Geometridae.